# Liste der Kinos in Berlin-Buch
Die Liste der Kinos in Berlin-Buch gibt eine Übersicht aller Kinos, die im heutigen  Berliner Ortsteil Buch existiert haben. Die Liste wurde nach Angaben aus den Recherchen im Kino-Wiki aufgebaut und mit Zusammenhängen der Berliner Kinogeschichte aus weiteren historischen und aktuellen Bezügen verknüpft. Sie spiegelt den Stand der in Berlin jemals vorhanden gewesenen Filmvorführeinrichtungen als auch die Situation im Januar 2020 wider. Danach gibt es in Berlin 92 Spielstätten, was Platz eins in Deutschland bedeutet, gefolgt von München (38), Hamburg (28), Dresden (18) sowie Köln und Stuttgart (je 17). 
Gleichzeitig ist diese Zusammenstellung ein Teil der Listen aller Berliner Kinos und der Ortsteillisten.
| Name/Lage                                | Adresse           | Bestand   | Beschreibung | Bild |
| ---------------------------------------- | ----------------- | --------- | --- | ---- |
| Hubertus-Lichtspiele Kino im Klub (Lage) | Wiltbergstraße 27 | 1927–1967 | Das Kino „Hubertus-Lichtspiele“ wurde 1927 in dem Restaurantgebäude am S-Bahnhof Buch durch den Besitzer Otto Lange als Ladenkino eröffnet. Der Kinosaal hatte eine Kapazität von 284 Plätzen. Das Kinogebäude besaß damals die Adresse Lindenhofstraße 17. Die Lindenhofstraße wurde 1938 in Wiltbergstraße umbenannt. Als 1930 die Lichtspiele von Theodor Rettig aus Templin übernommen wurden, ist zur Lage „Am Bahnhof“ angegeben. Rettig besaß bereits andere Filmspielstätten im Berliner Norden. Das Kino war mit mechanischer Kinomusik und einer geringeren Platzkapazität im Kino-Adressbuch angegeben, zur Spielintensität sind wöchentlich ein bis zwei Tage genannt. Im Jahr 1937 übernahm Johanna Jodlauk aus Bergfelde das Kino und spielte Filme an vier Tagen in der Woche, gleichzeitig wurde die Platzkapazität auf 308 erweitert. Das Gebäude mit dem Kinosaal blieb im Zweiten Weltkrieg erhalten und der Spielbetrieb wurde im Nachkriegsdeutschland fortgesetzt. Die „Hubertus-Lichtspiele“ bieten für die Besucher nunmehr 472 Sitzplätze. Um 1960 wird die Spielstätte vom VEB Berliner Filmtheater noch bis 1964 fortgeführt. Der Wochenspielplan der Hubertus-Lichtspiele Buch war zum letzten Mal am 27. Dezember 1963 in der Berliner Zeitung abgedruckt. Die letzte Vorstellung des Kinos war für den 1. Januar 1964 angekündigt. In der Ausgabe vom 3. Januar 1964 heißt es: „Hubertus Buch, z. Z. geschlossen“. „Mitte März 1964 wurde in unmittelbarer Nähe des S-Bahnhofs Buch ein „Kino Im Klub“ eröffnet. Der VEB Berliner Filmtheater übernahm die Montage einer Cinemascopeleinwand, so daß auch Breitwandfilme gezeigt werden können. Das neue Kino gehört zum Programm der Vorbereitung des Deutschlandtreffens und wurde notwendig, weil die „Hubertus-Lichtspiele“ von der Baupolizei geschlossen werden mußten.“ In den folgenden Jahren ist das „Kino im Klub am S-Bahnhof Buch“ in allen in der Berliner Zeitung veröffentlichten Wochenspielplänen der Ost-Berliner Kinos enthalten. Gespielt wurde jeweils nur noch an zwei bis drei Spieltagen in der Woche. In der Berliner Zeitung vom 14. Juli 1967 taucht der Klub zum letzten Mal mit einer für den 15. Juli angekündigten Vorstellung Die Kreuzritter auf. |      |
| Lichtspieltheater Buch Elysium (Lage)    | Viereckweg 92     | 1921–1927 | Die „Elysium-Lichtspiele“ wurden ab 1921 von Galle und Word (Hauptstraße) als Saalkino im Saalanbau des „Gesellschaftshauses Elysium“ Kaiser-Friedrich-Straße 43 eröffnet. Ende des 19. Jahrhunderts war westlich der Eisenbahnlinie die Kolonie (Neu-)Buch mit Stadtvillen und Einfamilienhäusern entstanden. Das Kinotheater wurde im Gesellschaftshaus eingerichtet, das nahe der Mewesstraße und deren Bahndurchführung zum 500 Meter entfernten S-Bahnhof Röntgental (1903 als Haltepunkt außerhalb der Bucher Flur geschaffen). Die „Elysium-Lichtspiele“ hatten 233 Plätze. Die Spielstätte unter dieser Adresse ist 1924 für Willi Jander und Hans Puck als Inhaber als „Lichtspieltheater Buch“ aufgenommen, für 1925 fehlt ein Eintrag zum Kinobetrieb. 1927 ist hier die „B.L.B. Bucher Lichtbild-Bühne“ für Hans-Paul Ulbrich aus N 20 (Stettiner Straße 1) als Inhaber eingetragen. Der Programmwechsel in diesem Kino mit 300 Plätzen erfolgte einmal in der Woche für die Spieltage Freitag bis Sonntag. Ein letzter Eintrag zu Filmvorführungen findet sich für das Jahr 1927, wobei wiederum Willi Jander und Hans Puck als Inhaber verzeichnet sind. Die Kaiser-Friedrich-Straße wurde 1938 mit der Luisenstraße zusammengefasst und als Viereckweg umbenannt. Dabei wurde das Gebäude des Gesellschaftshauses als Viereckweg 92 und der benachbarte Garten als Viereckweg 94 nummeriert. Für 1947 ist unter Viereckweg 92 die Gaststätte von Wilhelm Schenatzky aufgeführt. Das Wohnhaus 92 mit dem Saalanbau zur Bahnstrecke und das benachbarte Wohngebäude 96 sind Wohnhäuser, das dazwischenliegende wohl gewerblich genutzte Grundstück 92 steht Mitte der 2010er Jahre leer und ist ungenutzt. |      |
| Schloßkrug-Lichtspiele Buch (Lage)       | Karower Straße 1  | 1920–1934 | Das Lichtspieltheater „Schloßkrug“ wurde 1920 vom Gastwirt H. Lubisch in der Gaststätte „Schloßkrug“ eröffnet, der Kinosaal mit 180 Plätzen wurde einmal wöchentlich (sonntags) bespielt. Auch nach der Übernahme des Spielbetriebs durch Karl Steen ist der Sonntag der Spieltag für die 140 Plätze umfassenden Schloßkrug-Lichtspiele. 1935 wurden die Filmvorführungen eingestellt. Das mit dem Ensemble Alt-Buch denkmalgeschützte Restaurantgebäude des Schloßkrugs an der Ecke der Hauptstraße (seit 1938: Alt-Buch) gegenüber dem Gutshof und der Schlosskirche Buch wird aktuell immer noch als Restaurant genutzt. |      |